# FernGully – Christa und Zaks Abenteuer im Regenwald
FernGully – Christa und Zaks Abenteuer im Regenwald (Originaltitel: FernGully: The Last Rainforest) ist ein US-amerikanischer Animationsfilm aus dem Jahr 1992.

## Handlung
Einst war die Welt größer. Aber das Gleichgewicht in der Natur kippte. Der Mensch verließ den Wald und vergaß die Freundschaft zu den Feen. Plötzlich kam der saure Regen, und die Feen mussten ihre magischen Naturkräfte einsetzen, um den Wald zu beschützen. Das machen sie bis heute. Deswegen können auch die beiden jungen Elfen Pips und Christa unbeschwert durch den Wald fliegen und allerlei Unheil anrichten, bis sich Christa eines Tages traut, über den Gipfel der Baumkronen zu fliegen, um zu sehen, was ihr die Welt noch bieten könnte. Und sie sieht in weiter Ferne dunkle Rauchwolken. Da sie glaubt, dass es sich um den Bösewicht Hexxor handeln könnte, spricht sie mit Magi Lune. Diese versucht, sie zu beruhigen, verschafft sich später allein einen Überblick und erkennt die drohende Gefahr durch Hexxor.
Derweil versucht die Fledermaus Batty Koda, die vor den Menschen floh, Christa davon abzuhalten, sich den Rauchwolken zu nähern, denn dort sind die Menschen, die den Wald zerstören. Aber ihre Neugier lässt sich nicht aufhalten, und so entdeckt sie, je näher sie der Rauchwolke kommt, sterbende oder bereits tote Bäume. Sie erreicht die Menschen und hält eine riesige Maschine, die Bäume zersägt, für ein baumfressendes Monster, weswegen sie den Waldarbeiter Zak retten will und aus Versehen durch einen Zauber auf ihre Größe schrumpfen lässt. Während sie mit ihm flieht, zersägt die Maschine einen mysteriösen Baum, in dem sich Hexxor befand. Dieser saugt alle Umweltgifte auf, um noch stärker zu werden, weswegen er sich der Maschine nähert, alle Abgase und Dämpfe nutzt, um mächtiger zu werden, und dann die Kontrolle über sie übernimmt. Er will nach Ferngully, weswegen die Maschine nun Kurs aufnimmt und sich den Weg dorthin frei sägt.
Derweil muss Zak den Schock verdauen, geschrumpft worden zu sein, und gerät auch sofort in Gefahr, von dem Waran Lou verspeist zu werden. Doch Christa rettet ihn und zeigt ihm die Magie des Waldes. Er selbst versteht nicht viel von den Baumschmerzen und von Christas Worten, dass Bäume wichtig für das Leben seien. Vielmehr folgt er ihr einfach nur nach Ferngully, wo er verwundert aufgenommen wird. Christas Freund Pips ist allerdings eher eifersüchtig auf den Neuankömmling, denn Christa verbringt so viel Zeit mit Zak, dass dieser sie küssen will, wobei Christa ablehnt und davonfliegt. Das gibt Zak genügend Zeit, zu entdecken, dass Öl in den Fluss gelaufen ist und die Bäume nun Schmerzen haben. Magi Lune ruft deswegen eine Notstandssitzung ein, um alle Magie zu bündeln und Ferngully zu beschützen. Da sie alle Kraft aufbrauchen, verschwindet sie ins Nichts, und zurück bleibt eine traurige Christa, die sich nun dem Kampf gegen Hexxor und die Maschine stellen muss. Zak schafft es, auch dank Pips Hilfe, den Zündschlüssel der Maschine umzudrehen, sodass diese stoppt. Christa hingegen nimmt all ihre Magie und ein Samenkorn, womit sie direkt zu Hexxor fliegt und sich schlucken lässt. Alle glauben, dass sie nun tot sei, aber von innen heraus lässt sie einen riesigen Baum wachsen, der Hexxor vernichtet. Sie selbst erwacht aus einer Blüte des Baums, und weil sie genügend magische Kraft besitzt, kann sie endlich Zak zurückverwandeln. Dieser geht zurück zu den Menschen, damit diese nie wieder Ferngully angreifen können.

## Kritik
Janet Maslin von der New York Times sah auffallend viele Ähnlichkeiten mit Arielle, die Meerjungfrau, da beide Hauptfiguren eine Grenze überschreiten und von ihrer Neugierde geführt werden. Dabei reiche der Film mit seiner „unsicheren Mischung aus scheinheiligen Prinzipien und Samstag-Morgen-Zeichentrick-Ästhetik“ bei weitem nicht an Arielle heran. Die „Hauptfiguren sind enttäuschend gewöhnlich“ und nur der „üppige, dramatisch gezeichnete Regenwald, der das attraktivste Merkmal des Films ist“, und Robin Williams als Synchronsprecher von Batty Koda würden halbwegs davon ablenken, dass diese „schmale Handlung“ aufgeplustert wurde.
„Obwohl der Film kein Meisterwerk ist, ist es angenehm, ihn wegen des Humors und der Anmut seine Figuren zu sehen“, meinte Roger Ebert in der Chicago Sun-Times, denn er habe „freundliche Bilder“ und „erzählt eine nützliche Lektion“. Allerdings fühle der Film mehr „mit der Flora und Fauna als mit dem Menschen“, und „Christa, die aussieht wie eine Barbie, und Pips, der aussieht wie G.I. Joe“, waren ihm etwas seltsam.
Das Lexikon des internationalen Films meinte, der Film sei ein „tricktechnisch überzeugendes Öko-Märchen, das auch jüngste Zuschauer für sein Anliegen einnehmen kann“, welcher allerdings erheblich durch die Synchronisation leide.

## Auszeichnungen
Environmental Media Award 1992
- Auszeichnung in der Kategorie Spielfilm[4]

## Besetzung und Synchronisation
| Rolle (Original) | Sprecher          | Deutscher Sprecher |
| ---------------- | ----------------- | ------------------ |
| Hexxor           | Tim Curry         | Hanno Bruhn        |
| Crysta           | Samantha Mathis   | Iris Berben        |
| Batty Koda       | Robin Williams    | Peer Augustinski   |
| Magi Lune        | Grace Zabriskie   | Dagmar Altrichter  |
| Pips             | Christian Slater  | Michael Deffert    |
| Ralph            | Geoffrey Blake    | Wolfgang Ziffer    |
| Stump            | Cheech Marin      | Klaus Sonnenschein |
| Tony             | Robert Pastorelli | Jürgen Kluckert    |
| Zak              | Jonathan Ward     | Torsten Sense      |

## Soundtrack
1. Johnny Clegg – Life Is a Magic Thing (geschrieben von Thomas Dolby)
2. Robin Williams – Batty Rap (geschrieben von Thomas Dolby)[5]
3. Tone Lōc – If I’m Gonna Eat Somebody (It Might as Well Be You)[5]
4. Tim Curry – Toxic Love (geschrieben von Thomas Dolby)[5]
5. Raffi – Raining Like Magic
6. Guy – Land of a Thousand Dances
7. Sheena Easton – Dream Worth Keeping
8. Elton John – Some Other World (geschrieben von Elton John and Bruce Roberts)

## Hintergrund
Der Film hatte seine Weltpremiere mit einer Sondervorstellung bei der Berlinale 1992. Nach seinem US-Kinostart am 10. April 1992 konnte der Film etwa 24,6 Mio. US-Dollar in den USA und 8 Mio. in Übersee einspielen. In Deutschland wurde er nach seinem Kinostart am 1. April 1993 von 139.927 Zuschauern gesehen. Nach seiner VHS-Veröffentlichung, seiner Fernseherstausstrahlung am 1. Januar 1995 auf Premiere, ist der Film seit dem 21. November 2002 auf DVD erhältlich.
Die Fortsetzung FernGully 2 – Die magische Rettung wurde 1998 als Direct-to-Video veröffentlicht. Allerdings wurden alle Synchronsprecher, Filmschaffenden und Animationen ausgetauscht.